# 波城艺术馆

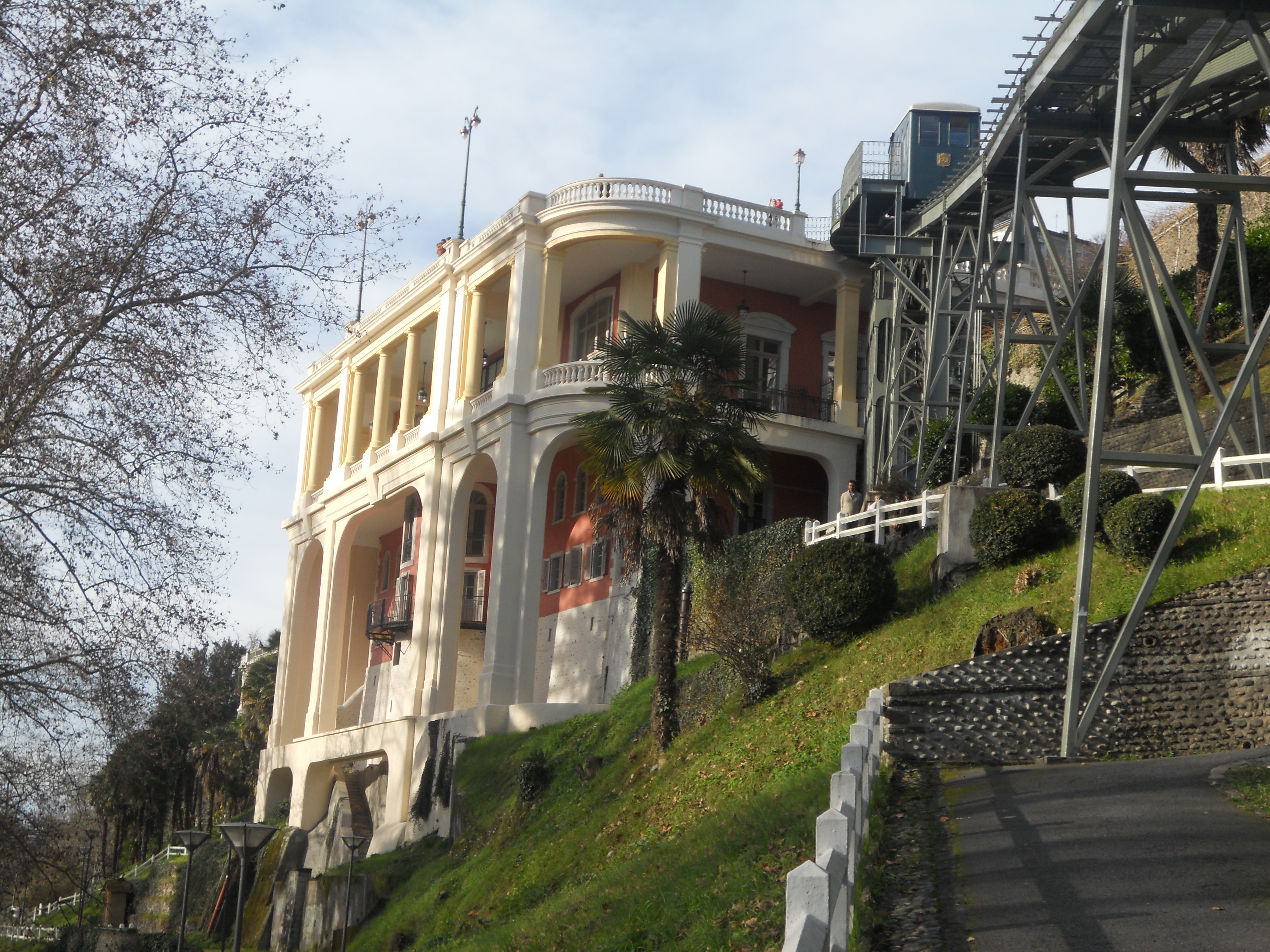

波城艺术馆（Pavillon des Arts）位于法国新阿基坦大区大西洋比利牛斯省波城皇家广场（Place Royale de Pau）对面的山顶上，是一个展览场地，也是建筑和遗产解释中心（Centre d'interprétation de l'architecture et du patrimoine）的所在地。艺术馆建于1831年，1907年改建，历史上曾拥有不同的功能：浴室、宴会厅，甚至是临时赌场。它是这座艺术与历史之城的一部分。
波城艺术馆的屋顶，现在是波城缆车（从比利牛斯大道到火车站）的起点站。

## 历史
1828年，波城市批准建造一个浴室。该市以其温和的气候而闻名，在19世纪下半叶发展成为度假胜地，吸引来自欧洲各地，特别是英国的富有越冬人群。1884年，该市买下了这家建筑，进行扩建，建立临时赌场。1899年，新的博蒙宫落成，这座临时赌场关闭。

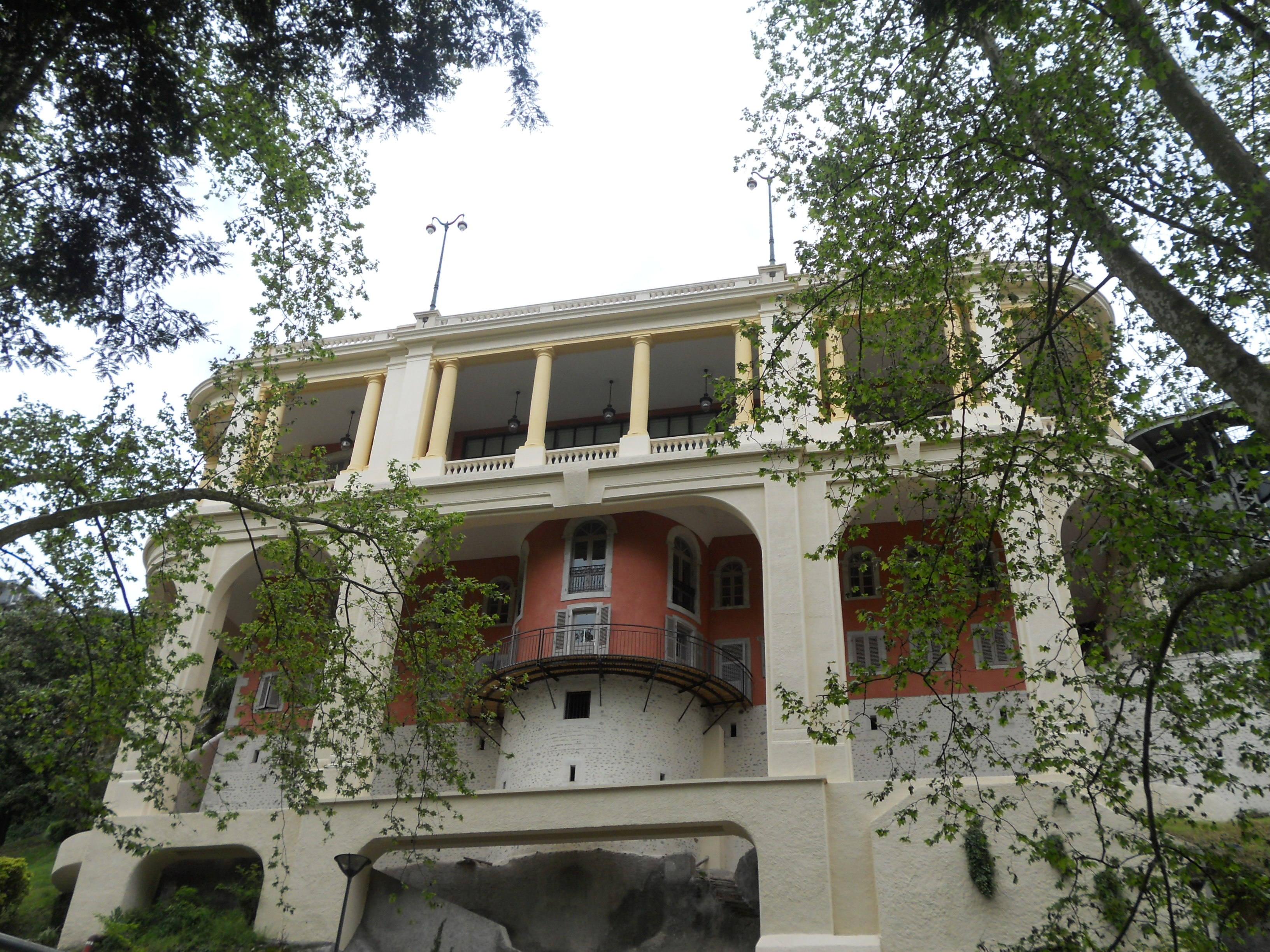
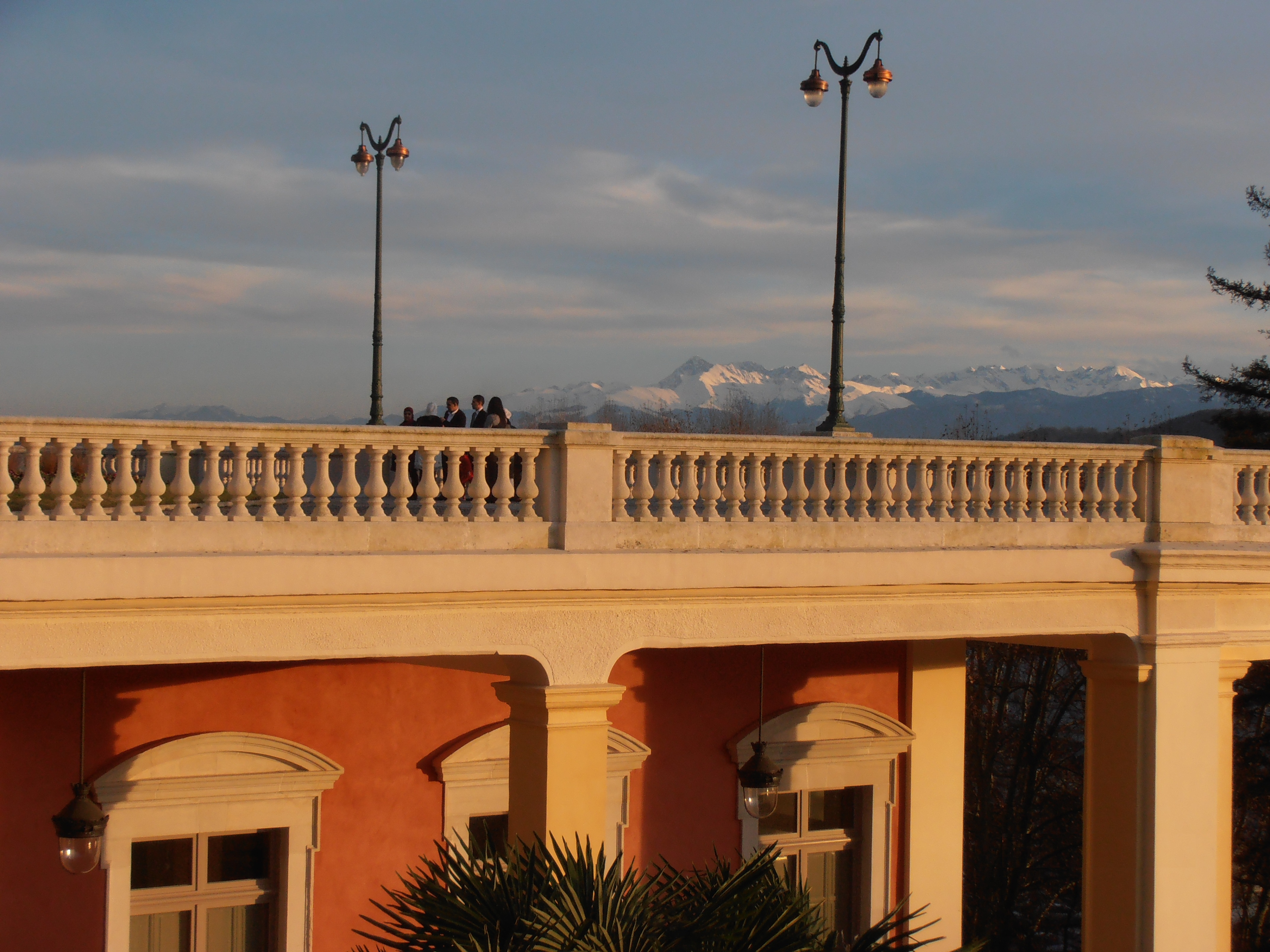